# Ryūsei Yamada
Ryūsei Yamada (25 marzo 2006) è uno snowboarder giapponese specializzato nell’halfpipe.

## Biografia
Attivo in gare FIS dal 2020 e specializzato nell’halfpipe, Yamada ha esordito in Coppa del Mondo il 16 dicembre 2022, giungendo 42º a Copper Mountain nella gara vinta dall’australiano Scotty James. L’8 dicembre 2024 ha ottenuto il suo primo podio nel massimo circuito, chiudendo 3º a Secret Garden nella gara vinta dal connazionale Yūto Totsuka.

## Palmarès

### Coppa del Mondo
- Miglior piazzamento nella Coppa del Mondo generale di freestyle: 38º nel 2024
- 2 podi:
  - 2 terzi posti